# Rosa 'Mister Lincoln'
'Mister Lincoln' (el nombre del obtentor registrado de 'Mister Lincoln'® ), es un cultivar de rosa que fue conseguido en California en 1964 por los rosalistas estadounidenses (Swim & Weeks).

## Descripción
'Mister Lincoln' es una rosa moderna de jardín cultivar del grupo Híbrido de té.
El cultivar procede del cruce de 'Chrysler Imperial' (Lammerts Híbrido de té 1952) x 'Charles Mallerin' ( Meilland Híbrido de té 1947).
Las formas arbustivas del cultivar tienen porte erguido y alcanza de 90 a 200 cm de alto con 60 cm de ancho. Las hojas son de color verde oscuro y semibrillante.
Sus delicadas flores de color rojo oscuro. Fragancia fuerte. Rosa de diámetro medio de 5". Más de 35 pétalos grandes, completos. La flor con forma amplia, doble de 26 a 40 pétalos, generalmente en flor solitaria centrada alta. En pequeños grupos, capullos altos centrados, floración en forma de copa. 
Florece en oleadas a lo largo de la temporada. Primavera o verano son las épocas de máxima floración, si se le hacen podas más tarde tiene después floraciones dispersas.

## Origen
El cultivar fue desarrollado en California por el prolífico rosalista estadounidense Swim & Weeks en 1964. 'Mister Lincoln' es una rosa híbrida diploide con ascendentes parentales de 'Chrysler Imperial' (Lammerts Híbrido de té 1952) x 'Charles Mallerin' ( Meilland Híbrido de té 1947).
El obtentor fue registrado bajo el nombre cultivar de 'Mister Lincoln'® por Swim & Weeks en 1964 y se le dio el nombre comercial de exhibición 'Mister Lincoln'™.
También se le reconoce por el sinónimo de 'Mr. Lincoln'.
- La rosa fue creada por Swim & Weeks en California antes de 1964 e introducida en el resto de los Estados Unidos por "Conard-Pyle (Star Roses)" en 1965 como 'Mister Lincoln'.[1]
- La rosa 'Mister Lincoln' fue introducida en Estados Unidos con la patente "United States - Patent No: PP 2,370  on  Mar 1964   ".[1]

La rosa está nombrada en honor de Abraham Lincoln, decimosexto presidente de los Estados Unidos, nació el 12 de febrero de 1809 en Kentucky. Él fue asesinado en el Teatro Ford, el 14 de abril de 1865.

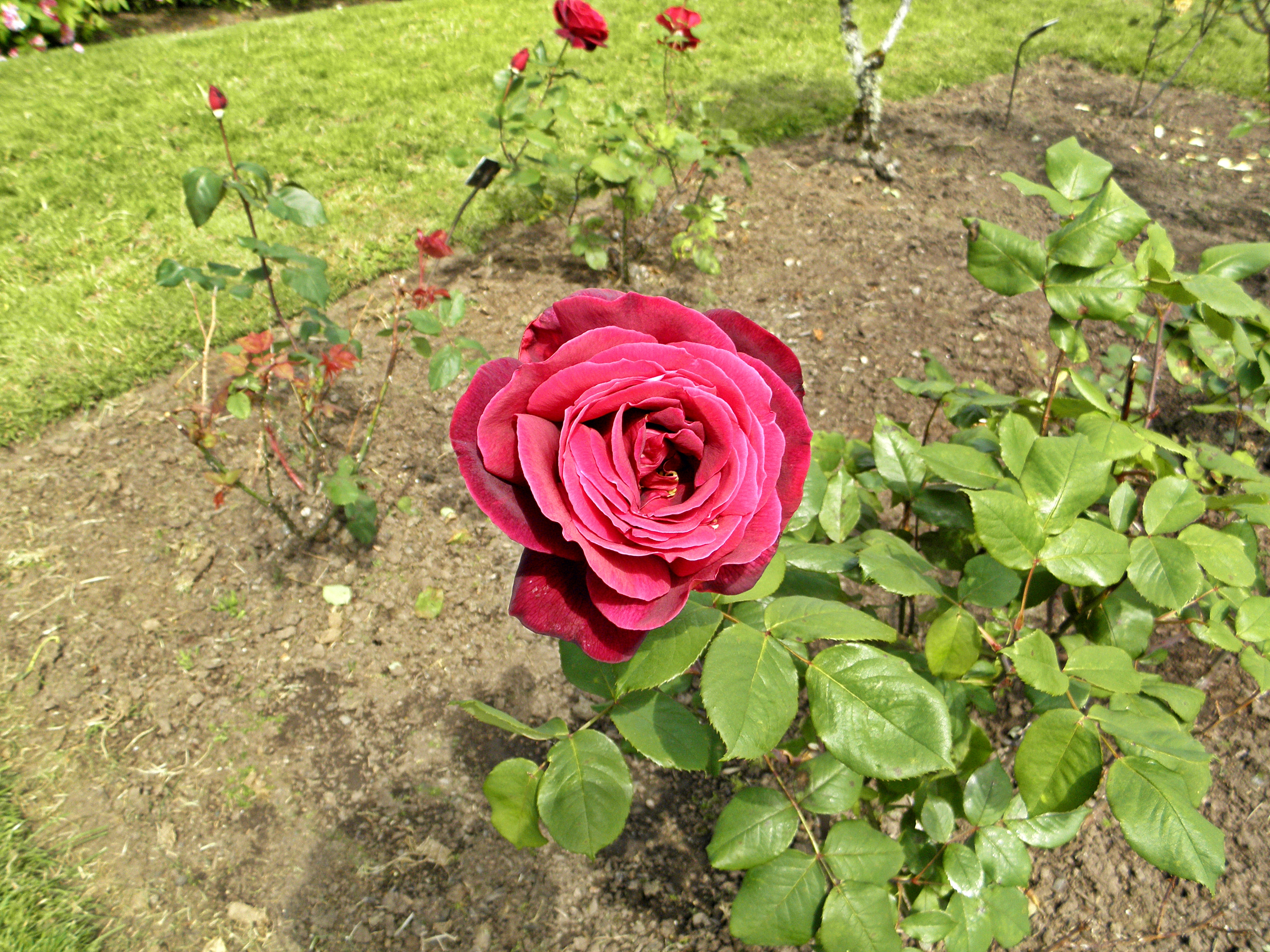
'Mister Lincoln'
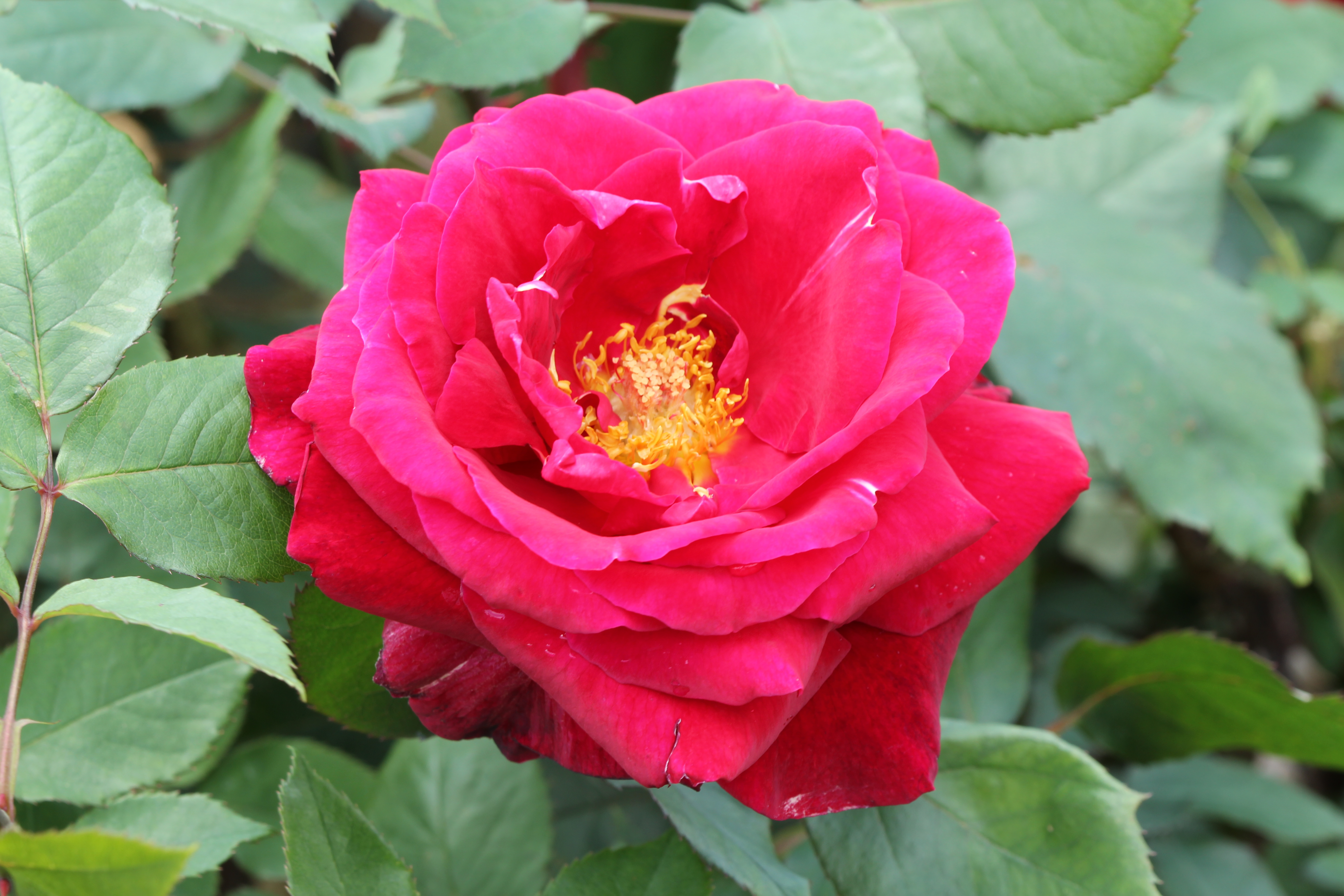
'Mister Lincoln'
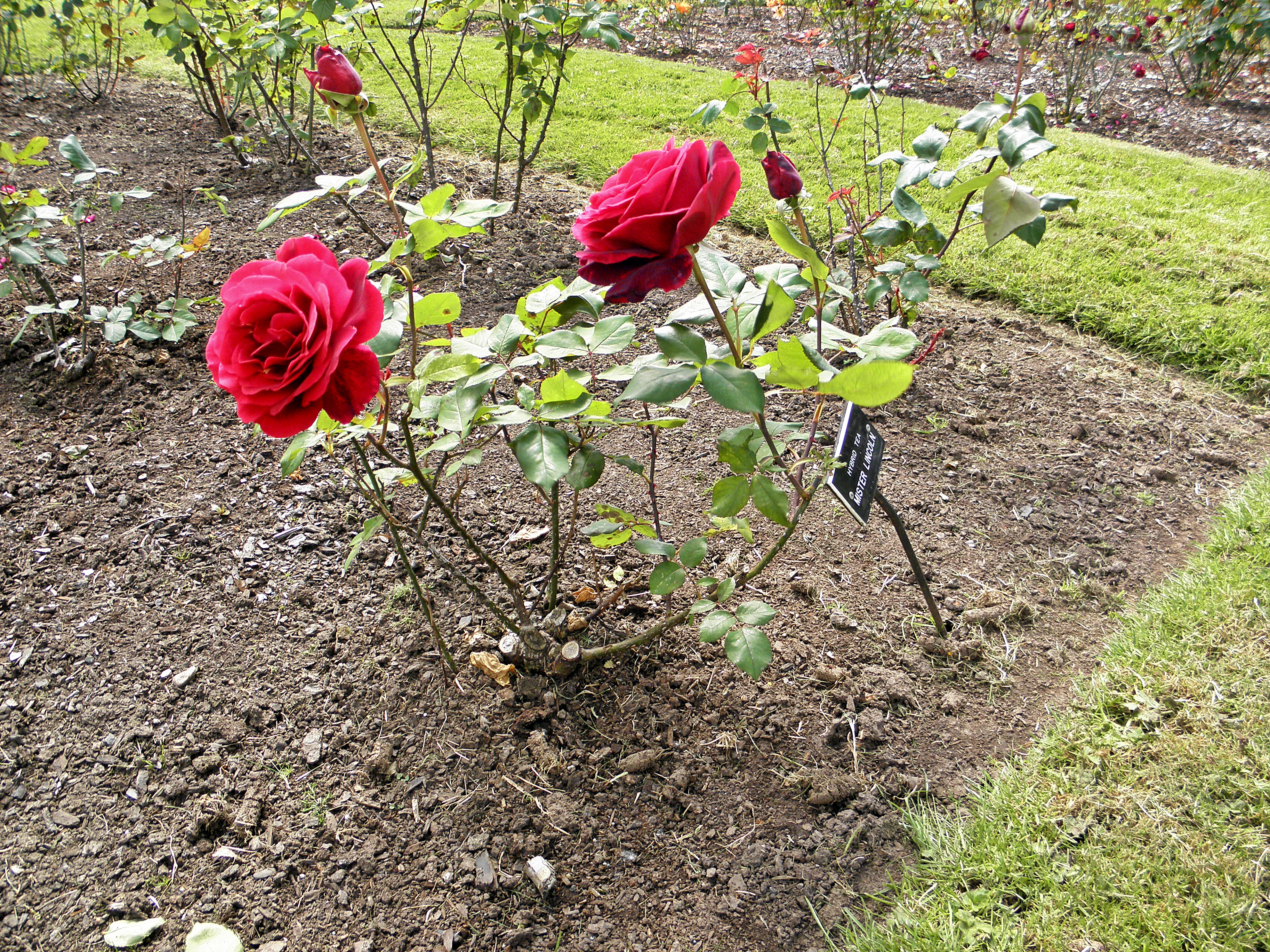
'Mister Lincoln'
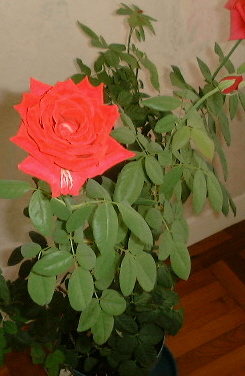
'Mister Lincoln'

## Premios y galardones
- All-America Rose Selections 1965
- James Alexander Gamble Rose Fragrance Award (ARS) 2004

## Cultivo
Aunque las plantas están generalmente libres de enfermedades, es posible que sufran de punto negro en climas más húmedos o en situaciones donde la circulación de aire es limitada.
Las plantas toleran la sombra, a pesar de que se desarrollan mejor a pleno sol. En América del Norte son capaces de ser cultivadas en USDA Hardiness Zones 7b a 10b. La resistencia y la popularidad de la variedad han visto generalizado su uso en cultivos en todo el mundo.
Puede ser utilizado para las flores cortadas, jardín o columnas. Vigorosa. En la poda de Primavera es conveniente retirar las cañas viejas y madera muerta o enferma y recortar cañas que se cruzan. En climas más cálidos, recortar las cañas que quedan en alrededor de un tercio. En las zonas más frías, probablemente hay que podar un poco más que eso. Requiere protección contra la congelación de las heladas invernales.